# 郑义 (1936年)
鄭義（1936年6月—），男，壯族，廣西憑祥人，中華人民共和國政治人物。

## 生平
1949年，鄭義参加中国人民解放军滇桂黔边纵队。1952年，加入中国共产党。1959年前，任中共广西龙州地委办公室干部、中共广西省委办公厅副科长、广西省直属机关团委副书记。1959年至1963年，在广西大学外语系英语专业学习。1963年，成为中国外交部美澳司干部。1974年，调回广西。历任广西外事办公室副处长、副主任、主任。1983年后，任中共桂林市委副书记、桂林市市长、自治区人民政府副主席。1990年，调任中华人民共和国驻朝鲜民主人民共和国特命全权大使。1993年，任第八届全国人大常委会副秘書長、香港特別行政區籌備委員會預備工作委員會副主任委員、香港特區籌委會委員。1998年，当选第九届全国人大天津地区代表、外事委員會副主任委員。